# Nössedeich

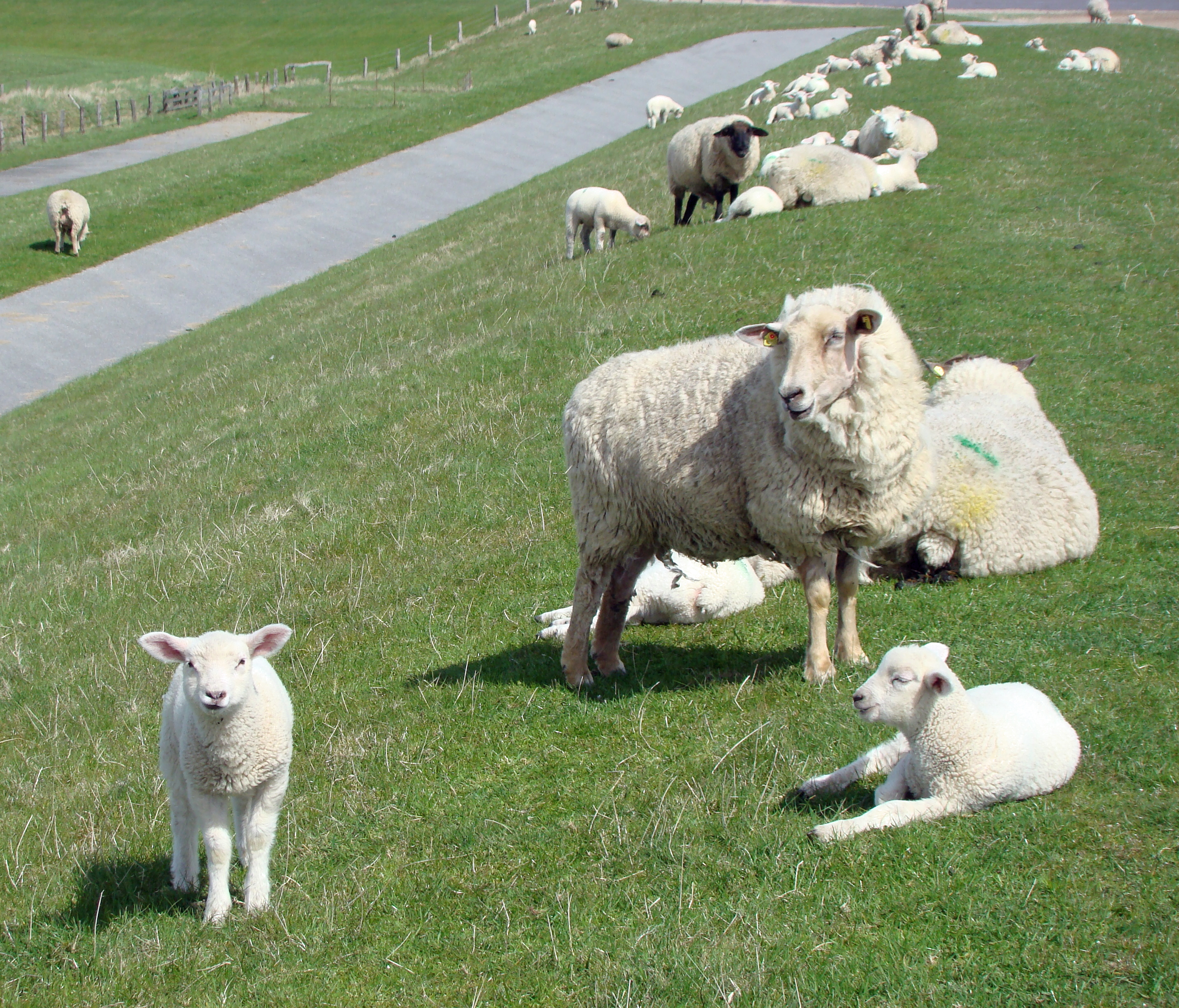
Schafe auf dem Nössedeich

Der Nössedeich ist ein 13 Kilometer langer Seedeich an der Südostküste der Nordseeinsel Sylt. Der Deich wurde in den Jahren 1936/37 zusammen mit der Eindeichung des Rantumbeckens durch die Abteilung 1/77 „Matthias Claudius“ des Reichsarbeitsdienst errichtet, die ihre Lager in Tinnum und Morsum hatte. Er verhindert seitdem eine Überschwemmung der Wiesen und Siedlungen auf der südlichen Nössehalbinsel.
Der Deich erstreckt sich in ost-westlicher Richtung von der Ostspitze der Insel, östlich von Morsum bis hin zum Deich des Rantumbecken südlich von Tinnum.
Ein Siel südlich des Ortsteils Keitum sorgt für den Abfluss von Süßwasser durch den Deich ins Wattenmeer, ein weiteres bei Tinnum entwässert den Koog in das Rantumbecken.
Hinter dem Deich befindet sich das Naturschutzgebiet „Nordfriesisches Wattenmeer“, ein Teil des Nationalparks Schleswig-Holsteinisches Wattenmeer. Hier besteht ein absolutes Betretungsverbot.